# Golden Globe Award/Beste Hauptdarstellerin – Mini-Serie oder TV-Film

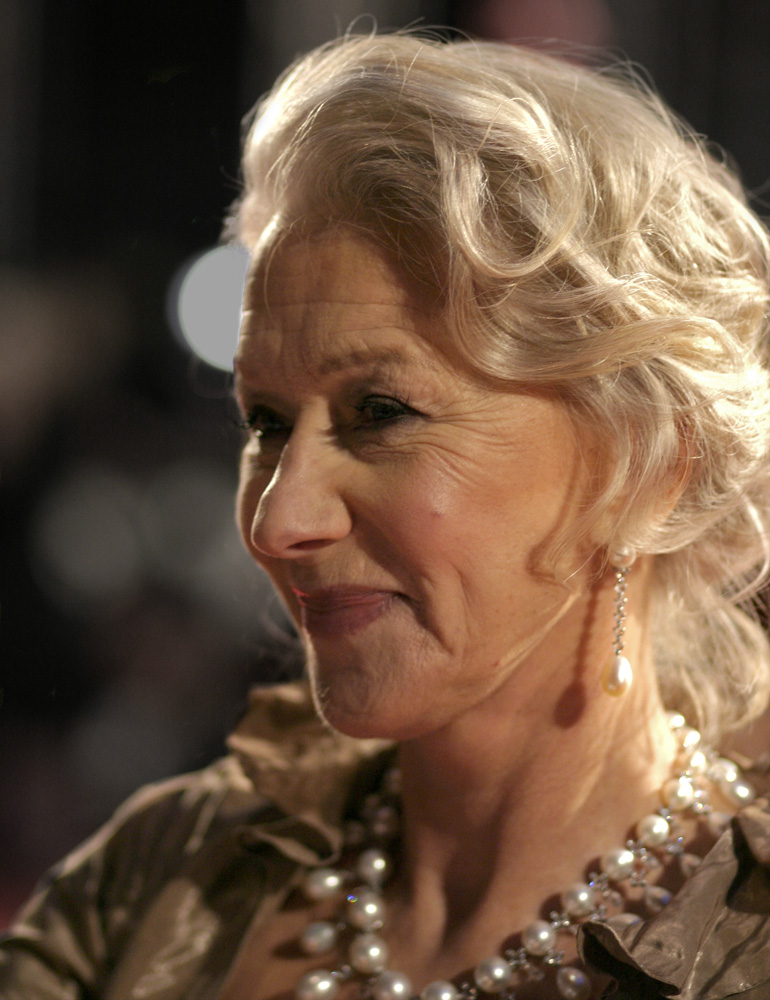
Helen Mirren (2007)

Golden Globe Award: Beste Hauptdarstellerin – Mini-Serie oder TV-Film
Gewinner und Nominierte in der Kategorie Beste Hauptdarstellerin – Mini-Serie oder TV-Film (Best Actress – Miniseries or Television Film), die die herausragendsten Schauspielleistungen des vergangenen Kalenderjahres prämiert. Die Kategorie wurde im Jahr 1982 ins Leben gerufen.
Die seltene Ehre einer Doppelnominierung wurde 1989 Jane Seymour (Feuersturm und Asche und König ihres Herzens) und 2007 Helen Mirren (Elizabeth I und Heißer Verdacht – Das Finale) zuteil.
| Statistik                          | Name             | Anzahl | Jahr                                            |
| ---------------------------------- | ---------------- | ------ | ----------------------------------------------- |
| Häufigste Auszeichnungen           | Ann-Margret      | 2      | 1984, 1985                                      |
| Häufigste Auszeichnungen           | Judy Davis       | 2      | 1992, 2002                                      |
| Häufigste Auszeichnungen           | Helen Mirren     | 2      | 1997, 2007                                      |
| Häufigste Auszeichnungen           | Kate Winslet     | 2      | 2012, 2022                                      |
| Häufigste Nominierungen (* = Sieg) | Jessica Lange    | 8      | 1993, 1996*, 2004, 2010, 2013, 2014, 2015, 2018 |
| Häufigste Nominierungen ohne Sieg  | Farrah Fawcett   | 4      | 1985, 1987, 1988, 1990                          |
| Häufigste Nominierungen ohne Sieg  | Vanessa Redgrave | 4      | 1987, 1989, 1998, 2003                          |

In unten stehender Liste sind die Preisträger nach dem Jahr der Verleihung gelistet. Die aufgeführten Mini-Serien oder Filme werden mit ihrem deutschen Titel (sofern ermittelbar) angegeben, danach folgt in Klammern in kursiver Schrift der fremdsprachige Originaltitel. Die Nennung des Originaltitels entfällt, wenn deutscher und fremdsprachiger Filmtitel identisch sind. Die Gewinner stehen hervorgehoben an erster Stelle.

## 1980er Jahre
1982
Jane Seymour – Jenseits von Eden (East of Eden)
- Ellen Burstyn – The People vs. Jean Harris
- Glenda Jackson – Triumph der Liebe (The Patricia Neal Story)
- Jaclyn Smith – Das Leben der Jackie Kennedy (Jacqueline Bouvier Kennedy)
- Joanne Woodward – Crisis at Central High

1983
Ingrid Bergman – Golda Meir (A Woman Called Golda)
- Carol Burnett – Life of the Party: The Story of Beatrice
- Lucy Gutteridge – Kleine Gloria – Armes reiches Mädchen (Little Gloria… Happy at Last)
- Ann Jillian – Mae West
- Lee Remick – Der verhängnisvolle Brief (The Letter)
- Jean Stapleton – Eleanor, First Lady of the World

1984
Ann-Margret – Was wird nur aus den Kindern? (Who Will Love My Children?)
- Susan Blakely – Will There Really Be a Morning?
- Blair Brown – Kennedy
- Gena Rowlands – Hallmark Hall of Fame, Folge: Thursday's Child
- Rachel Ward – Die Dornenvögel (The Thorn Birds)

1985
Ann-Margret – Endstation Sehnsucht (A Streetcar Named Desire)
- Glenn Close – Something About Amelia
- Farrah Fawcett – Das brennende Bett (The Burning Bed)
- Jane Fonda – Dollmaker – Ein Traum wird wahr (The Dollmaker)
- Glenda Jackson – Sakharov

1986
Liza Minnelli – Ein kurzes Leben lang (A Time to Live)
- Peggy Ashcroft – Das Juwel der Krone – Ans andere Ufer (The Jewel in the Crown)
- Gena Rowlands – Früher Frost – Ein Fall von Aids (An Early Frost)
- Marlo Thomas – Wie sag ich's meinen Eltern (Consenting Adult)
- Joanne Woodward – Vergesst die Liebe nicht (Do You Remember Love)

1987
Loretta Young – Frohe Weihnachten, Mrs. Kingsley (Christmas Eve)
- Farrah Fawcett – Verfolgt und gejagt (Nazi Hunter: The Beate Klarsfeld Story)
- Amy Irving – Anastasia (Anastasia: The Mystery of Anna)
- Vanessa Redgrave – Geschlechtsumwandlung – I Change My Life (Second Serve)
- Marlo Thomas – Nobody's Child

1988
Gena Rowlands – Eine Frau besiegt die Angst (The Betty Ford Story)
- Ann-Margret – Dark Society (The Two Mrs. Grenvilles)
- Farrah Fawcett – Armes reiches Mädchen – Die Geschichte der Barbara Hutton (Poor Little Rich Girl: The Barbara Hutton Story)
- Shirley MacLaine – Out on a Limb
- Raquel Welch – Das Recht zu sterben (Right to Die)

1989
Ann Jillian – Die Geschichte der Ann Jillian (The Ann Jillian Story)
- Vanessa Redgrave – A Man for All Seasons
- Jane Seymour – Feuersturm und Asche (War and Remembrance)
- Jane Seymour – König ihres Herzens (The Woman He Loved)
- JoBeth Williams – Baby M

## 1990er Jahre
1990
Christine Lahti – Brennendes Schicksal (No Place Like Home)
- Farrah Fawcett – Schrei am Abgrund (Small Sacrifices)
- Holly Hunter – Eine Frau klagt an (Roe vs. Wade)
- Jane Seymour – Feuersturm und Asche (War and Remembrance)
- Loretta Young – Spinne im Netz (Lady in the Corner)

1991
Barbara Hershey – Die Axtmörderin (A Killing in a Small Town)
- Annette O’Toole – The Kennedys of Massachusetts
- Suzanne Pleshette – Die Dollar-Queen (Leona Helmsley: The Queen of Mean)
- Lesley Ann Warren – Family of Spies
- Stephanie Zimbalist – Hallmark Hall of Fame, Folge: Caroline

1992
Judy Davis – Allein gegen den Wind (One Against the Wind)
- Glenn Close – Ein Meer für Sarah (Sarah, Plain and Tall)
- Sally Kirkland – Haus der lebenden Toten (The Haunted)
- Jessica Tandy – The Story Lady
- Lynn Whitfield – Die Josephine-Baker-Story (The Josephine Baker Story)

1993
Laura Dern – Starfighter des Todes (Afterburn)
- Drew Barrymore – Guncrazy (Guncrazy)
- Katharine Hepburn – Kein Engel auf Erden (The Man Upstairs)
- Jessica Lange – O Pioneers!
- Kyra Sedgwick – Miss Rose White

1994
Bette Midler – Gypsy
- Faye Dunaway – Columbo, Folge: Der Tote in der Heizdecke (It’s All in the Game)
- Helena Bonham Carter – Fatal Deception: Mrs. Lee Harvey Oswald
- Holly Hunter – The Positively True Adventures of the Alleged Texas Cheerleader-Murdering Mom
- Anjelica Huston – Szenen einer Familie (Family Pictures)

1995
Joanne Woodward – Maggie, Maggie! (Breathing Lessons)
- Kirstie Alley – Zu viel Liebe – Davids Mutter (David's Mother)
- Irene Bedard – Lakota Woman: Siege at Wounded Knee
- Diane Keaton – Amelia Earhart – Der letzte Flug (Amelia Earhart: The Final Flight)
- Diana Ross – Der lange Weg aus der Nacht (Out of Darkness)

1996
Jessica Lange – Endstation Sehnsucht (A Streetcar Named Desire)
- Glenn Close – Serving in Silence: The Margarethe Cammermeyer Story
- Jamie Lee Curtis – Verlorene Träume (The Heidi Chronicles)
- Sally Field – Wechselspiel des Lebens (A Woman of Independent Means)
- Linda Hamilton – Die Bitte einer Mutter (A Mother's Prayer)

1997
Helen Mirren – Abschied von Chase (Losing Chase)
- Ashley Judd – Marilyn – Ihr Leben (Norma Jean & Marilyn)
- Demi Moore – Haus der stummen Schreie (If These Walls Could Talk)
- Isabella Rossellini – Crime of the Century
- Mira Sorvino – Marilyn – Ihr Leben (Norma Jean & Marilyn)

1998
Alfre Woodard – Miss Evers’ Boys
- Ellen Barkin – Wie ein Vogel ohne Flügel (Before Women Had Wings)
- Jena Malone – Hope
- Vanessa Redgrave – Bella Mafia
- Meryl Streep – Solange es noch Hoffnung gibt (…First Do No Harm)

1999
Angelina Jolie – Gia – Preis der Schönheit (Gia)
- Ann-Margret – Die Seele der Partei – Die Pamela Harriman Story (Life of the Party: The Pamela Harriman Story)
- Stockard Channing – Baby Blues (The Baby Dance)
- Laura Dern – Baby Blues
- Miranda Richardson – Merlin

## 2000er Jahre
2000
Halle Berry – Rising Star (Introducing Dorothy Dandridge)
- Judy Davis – Dash and Lilly
- Mia Farrow – Forget Me Never
- Helen Mirren – The Passion of Ayn Rand
- Leelee Sobieski – Jeanne d’Arc – Die Frau des Jahrtausends (Joan of Arc)

2001
Judi Dench – Die legendären blonden Bombshells (The Last of the Blonde Bombshells)
- Holly Hunter – Zeit der Gerechtigkeit (Harlan County War)
- Christine Lahti – Kandidatin im Kreuzfeuer (An American Daughter)
- Frances O’Connor – Madame Bovary
- Rachel Ward – USS Charleston – Die letzte Hoffnung der Menschheit (On the Beach)
- Alfre Woodard – Holiday Heart

2002
Judy Davis – Life with Judy Garland: Me and My Shadows
- Bridget Fonda – After Amy
- Julianna Margulies – Die Nebel von Avalon (The Mists of Avalon)
- Leelee Sobieski – Uprising – Der Aufstand (Uprising)
- Hannah Taylor-Gordon – Anne Frank (Anne Frank)
- Emma Thompson – Wit

2003
Uma Thurman – Hysterical Blindness
- Helena Bonham Carter – Live aus Bagdad (Live from Baghdad)
- Shirley MacLaine – Hell on Heels: The Battle of Mary Kay
- Helen Mirren – Von Tür zu Tür (Door to Door)
- Vanessa Redgrave – Churchill – The Gathering Storm (The Gathering Storm)

2004
Meryl Streep – Engel in Amerika (Angels in America)
- Judy Davis – The Reagans
- Jessica Lange – Eine Frage der Liebe (Normal)
- Helen Mirren – The Roman Spring of Mrs. Stone
- Maggie Smith – Mein Haus in Umbrien (My House in Umbria)

2005
Glenn Close – The Lion in Winter – Kampf um die Krone des Königs (The Lion in Winter)
- Blythe Danner – Back When We Were Grownups
- Julianna Margulies – The Grid
- Miranda Richardson – The Lost Prince
- Hilary Swank – Alice Paul – Der Weg ins Licht (Iron Jawed Angels)

2006
S. Epatha Merkerson – Lackawanna Blues
- Halle Berry – Die Liebe stirbt nie (Their Eyes Were Watching God)
- Kelly Macdonald – G8 auf Wolke 7 (The Girl in the Café)
- Cynthia Nixon – Warm Springs
- Mira Sorvino – Human Trafficking – Menschenhandel (Human Trafficking)

2007
Helen Mirren – Elizabeth I
- Gillian Anderson – Bleak House
- Annette Bening – Mrs. Harris – Mord in besten Kreisen (Mrs. Harris)
- Helen Mirren – Heißer Verdacht – Das Finale (Prime Suspect: The Final Act)
- Sophie Okonedo – Tsunami – Die Killerwelle (Tsunami: The Aftermath)

2008
Queen Latifah – Life Support
- Bryce Dallas Howard – As You Like It
- Debra Messing – The Starter Wife – Alles auf Anfang (The Starter Wife)
- Sissy Spacek – Pictures of Hollis Woods
- Ruth Wilson – Jane Eyre

2009
Laura Linney – John Adams – Freiheit für Amerika (John Adams)
- Judi Dench – Cranford
- Catherine Keener – An American Crime
- Shirley MacLaine – Coco Chanel
- Susan Sarandon – Bernard and Doris

## 2010er Jahre
2010
Drew Barrymore – Grey Gardens
- Joan Allen – Georgia O’Keeffe
- Jessica Lange – Grey Gardens
- Anna Paquin – The Courageous Heart of Irena Sendler
- Sigourney Weaver – Prayers for Bobby

2011
Claire Danes – Du gehst nicht allein (Temple Grandin)
- Hayley Atwell – Die Säulen der Erde (The Pillars of the Earth)
- Judi Dench – Cranford
- Romola Garai – Emma
- Jennifer Love Hewitt – Die Liste (The Client List)

2012
Kate Winslet – Mildred Pierce
- Romola Garai – The Hour
- Diane Lane – Cinema Verite – Das wahre Leben (Cinema Verite)
- Elizabeth McGovern – Downton Abbey
- Emily Watson – Die Vertraute des Mörders (Appropriate Adult)

2013
Julianne Moore – Game Change – Der Sarah-Palin-Effekt
- Nicole Kidman – Hemingway & Gellhorn
- Jessica Lange – American Horror Story (American Horror Story: Asylum)
- Sienna Miller – The Girl
- Sigourney Weaver – Political Animals

2014
Elisabeth Moss – Top of the Lake
- Helena Bonham Carter – Burton und Taylor (Burton and Taylor)
- Rebecca Ferguson – The White Queen
- Jessica Lange – American Horror Story (American Horror Story: Coven)
- Helen Mirren – Der Fall Phil Spector (Phil Spector)

2015
Maggie Gyllenhaal – The Honourable Woman
- Jessica Lange – American Horror Story (American Horror Story: Freak Show)
- Frances McDormand – Olive Kitteridge
- Frances O’Connor – The Missing
- Allison Tolman – Fargo

2016
Lady Gaga – American Horror Story (American Horror Story: Hotel)
- Kirsten Dunst – Fargo
- Sarah Hay – Flesh and Bone
- Felicity Huffman – American Crime
- Queen Latifah – Bessie

2017
Sarah Paulson – American Crime Story (The People v. O. J. Simpson: American Crime Story)
- Felicity Huffman – American Crime
- Riley Keough – The Girlfriend Experience
- Charlotte Rampling – London Spy
- Kerry Washington – Auf Treu und Glauben (Confirmation)

2018
Nicole Kidman – Big Little Lies
- Jessica Biel – The Sinner
- Jessica Lange – Feud (Feud: Bette and Joan)
- Susan Sarandon – Feud (Feud: Bette and Joan)
- Reese Witherspoon – Big Little Lies

2019
Patricia Arquette – Escape at Dannemora
- Amy Adams – Sharp Objects
- Connie Britton – Dirty John
- Laura Dern – The Tale – Die Erinnerung (The Tale)
- Regina King – Seven Seconds

## 2020er Jahre
2020
Michelle Williams – Fosse/Verdon
- Kaitlyn Dever – Unbelievable
- Joey King – The Act
- Helen Mirren – Catherine the Great
- Merritt Wever – Unbelievable

2021
Anya Taylor-Joy – Das Damengambit (The Queen’s Gambit)
- Cate Blanchett – Mrs. America
- Daisy Edgar-Jones – Normal People
- Shira Haas – Unorthodox
- Nicole Kidman – The Undoing

2022
Kate Winslet – Mare of Easttown
- Jessica Chastain – Scenes from a Marriage
- Cynthia Erivo – Genius: Aretha
- Elizabeth Olsen – WandaVision
- Margaret Qualley – Maid

2023
Amanda Seyfried – The Dropout
- Jessica Chastain – George & Tammy
- Julia Garner – Inventing Anna
- Lily James – Pam & Tommy
- Julia Roberts – Gaslit